# Telenuovo
Telenuovo è un'emittente televisiva italiana a carattere regionale con studi a Verona e a Padova. Offre una produzione a carattere quasi esclusivamente giornalistico: telegiornali, politica locale, rubriche di approfondimento, economia, sport e dirette d'eventi.

## Storia
Telenuovo fa il suo debutto nell'etere alle 17.30 del 12 novembre 1979, fondata e diretta da Luigi Vinco e Marco Benatti. Il primo programma in onda è il cartone Lupin III. Per alcuni anni partecipa alla syndication “Rete Italia”, che ha come capofila Telemilano di Silvio Berlusconi, con un palinsesto costituito da film, telefilm, cartoni animati e molti programmi sportivi autoprodotti. Dal 1981 Telenuovo allarga la sua emissione a tutto il Veneto e al Trentino-Alto Adige e nel maggio 1984 fa il suo debutto l'informazione con il primo telegiornale. Da questo momento l'informazione diventa uno dei cardini della TV con talk show di politica, società, cronaca ed economia, approfondimenti e inchieste. Il primo telegiornale prodotto nella sede di Padova risale invece al 1994.
Su Telenuovo nasce nel 1985 una rubrica dedicata al mondo delle discoteche che prenderà la forma di un'emittente televisiva autonoma, chiamata Match Music, attiva fino al 2018.
Nel 2007 Telenuovo inaugura il proprio portale web, attraverso il quale è possibile usufruire del servizio on demand di tutti i telegiornali, le trasmissioni e i servizi trasmessi dall'emittente. Nel 2014 l'emittente forma il Consorzio Reti Nordest assieme a TVA Vicenza e TeleChiara, dando vita al progetto televisivo Rete Nordest.

## Programmi
- Rosso & Nero: talk show che, con la sua edizione quotidiana alle 12.50 (oltre a quella serale del venerdì), mette a serrato confronto gli ospiti del mondo della politica, dell'economia e delle associazioni sui temi di maggiore attualità. È condotto da Mario Zwirner.
- Prima Serata: talk show del mercoledì sera sui temi di più stretta attualità, dalla politica all'economia, con ospiti del panorama veneto.
- L'Opinione: Mario Zwirner propone quotidianamente la sua libera "Opinione" sui fatti politici, sociali e di costume.
- Studionews: spazio monografico che approfondisce singoli temi di attualità, dalla politica, all'economia, alla medicina, ai viaggi, salute, spettacoli, industria, agricoltura, commercio, artigianato, finanza.
- Alé Verona: appuntamento settimanale, che segue in diretta le partite dell'Hellas Verona con commenti tecnici, tifo del pubblico ospite e interviste in diretta a fine gara.
- Alé Padova: appuntamento settimanale che segue in diretta le partite del Padova, con commenti tecnici, tifo del pubblico ospite e interviste in diretta a fine gara.

### Telegiornali
L'emittente produce quotidianamente cinque telegiornali, replicati in tre edizioni ciascuno (due per il TgVeneto):
- TgVerona: concentrato su Verona e Provincia, si occupa quotidianamente di cronaca, politica, economia, attualità, cultura.
- TgPadova: concentrato su Padova e Provincia, si occupa quotidianamente di cronaca, politica, economia, attualità, cultura.
- TgGialloblù: il rotocalco sportivo quotidiano che segue il TgVerona.
- TgBiancoscudato: il rotocalco sportivo quotidiano che segue il TgPadova.

## Ascolti
Nel mese di gennaio 2016 Telenuovo è risultata l'emittente più vista del Veneto.
| Emittenti         | Contatti netti |
| ----------------- | -------------- |
| Telenuovo         | 567.685        |
| 7 Gold TelePadova | 317.770        |
| Antenna Tre       | 305.968        |
| Tva Vicenza       | 268.243        |
| Rete Veneta       | 221.776        |
| Nordest.Tv        | 169.845        |
| 7 Gold Plus       | 152.605        |
| TeleChiara        | 132.347        |
| TeleArena         | 119.919        |
| TeleBelluno       | 43.238         |